# David Ramirez-Gomez
Pour les articles homonymes, voir Ramirez et Gomez.
David Ramirez-Gomez, né en Colombie, en 1981, est un artiste contemporain, vivant et travaillant au Danemark.

## Biographie
David Ramirez-Gomez est originaire d'El Peñol, municipalité située dans le département d'Antioquia, en Colombie. En 1991, il part à Rionegro et étudie ensuite les arts plastiques à l'Université d'Antioquia à Medellín entre 2001 et 2005. 
Cette même année, il part vivre six mois en Irlande pour participer à un projet artistique en collaboration avec des personnes handicapées. Il y rencontre sa future femme, Sandra, d'origine danoise, qu'il rejoindra dans son pays en 2008, après avoir passé une dernière année à l'Université d'Antioquia. Il vit aujourd'hui avec elle à Aarhus.
En 2012, il suit une formation de musique électronique pendant trois mois à l'école Engelsholm à Vejle, au Danemark.
Ses œuvres sont exposées au Danemark, en Allemagne, en France, en Irlande et en Colombie, aussi bien dans des galeries que dans des institutions. Il est représenté en France depuis 2014 par la Galerie 55Bellechasse à Paris.
Depuis 2008, de nombreuses rétrospectives lui sont consacrées, notamment au Danemark, mais aussi en France depuis peu, avec son exposition personnelle à la Galerie 55Bellechasse pendant tout le mois d'octobre 2015. 
Le travail de David Ramirez-Gomez est également régulièrement exposé dans des foires d'art contemporain aux États-Unis, en Suisse en France et en Allemagne.

## Œuvres
David Ramirez-Gomez travaille avec une grande variété de matériaux. Ce recours à des processus alternatifs reflète avant tout sa volonté d'aller au-delà des œuvres d'art traditionnelles. Il utilise ainsi des matériaux recyclés, qu'il trouve par hasard dans la rue, pour leur donner une seconde vie sur ses toiles.
Son travail ne se limite pas pour autant à la peinture : il se consacre également au dessin, à l'animation, réalise des installations ou encore des performances. La diversité de son travail illustre avant tout son refus de créer une œuvre éternelle et parfaite afin de laisser apparaître toute la fragilité des matériaux qu'il emploie, miroir indirectement tendu à la dimension éphémère de l'être humain.
David Ramirez-Gomez crée avant tout pour partager avec ceux qu'il rencontre les problèmes et frustrations nécessairement rencontrés au cours d'une vie. Comme le montrent ses différentes expériences, sa vision de l'art est d'abord celle d'une discipline démocratique, que des non-initiés sont aussi entièrement capables d'apprécier et juger. L'humain étant au cœur de son travail, chacun doit être capable de se retrouver dans les œuvres qu'il crée. 
Depuis plusieurs années, il se sert du portrait dans ses peintures et dessins pour atteindre plus directement le spectateur. Ainsi, il "collecte" des visages qu'il rencontre au quotidien et les utilise pour retranscrire des émotions personnelles qui ont, d'après lui, une valeur universelle. Il s'intéresse notamment au thème de l'immigration qui touche aussi bien sa vie que celle de centaines de milliers d'autres personnes au Danemark. Il raconte ainsi le processus d'adaptation dans ces conditions, soulignant dans le même temps dans chacune de ses œuvres que les origines ethniques ne suffisent jamais à la définition d'un être humain. Ces nombreux questionnements l'accompagnent donc constamment dans son travail : comment s'adapter dans un cadre de vie imposé par le reste de la société ? À quel moment l'immigré est-il accepté, au mieux intégré ?
Ressortent alors de telles interrogations des œuvres expérimentales et colorées dont les images et histoires offrent un vaste espace de réflexion pour quiconque se donne la peine de les regarder,.